# Philodinidae
Philodinidae zijn een familie van raderdiertjes. De wetenschappelijke naam van deze familie is voor het eerst geldig gepubliceerd in 1838 door Ehrenberg.

## Geslachten
- Anomopus Piovanelli, 1903
- Ceratotrocha Bryce, 1910
- Didymodactylos Milne, 1916
- Dissotrocha Bryce, 1910
- Embata Bryce, 1910
- Macrotrachela Milne, 1886
- Mniobia Bryce, 1910
- Philodina Ehrenberg, 1830
- Pleuretra Bryce, 1910
- Rotaria Scopoli, 1777
- Zelinkiella Harring, 1913